# فوغن أوليفر
هيو أوليفر (بالإنجليزية: Vaughan Oliver)‏ هو مصمم جرافيك بريطاني، ولد في 12 سبتمبر 1957 في نيوكاسل أبون تاين في المملكة المتحدة.

## وصلات خارجية
- فوغن أوليفر على موقع ميوزك برينز (الإنجليزية)
- فوغن أوليفر على موقع ديسكوغز (الإنجليزية)